# Roger Godeau
Roger Godeau (* 21. September 1920 in Veneux-les-Sablons; † 13. April 2000 in Bondoufle) war ein französischer Bahnradsportler.

## Radsportkarriere
Sechsmal errang Roger Godeau in den 1950er Jahren den Titel des Französischen Meisters der Profi-Steher. 1953 wurde er Dritter der Steher-Europameisterschaft, 1956 Zweiter. Den Grand Prix de l’UCI in Paris im Sprint gewann er 1949. Zudem startete er bei 40 Sechstagerennen, von denen er zwei 1954 gemeinsam mit Georges Senfftleben gewann, in Aarhus und in Paris. 1951 gewann er den Bahnwettbewerb Prix Hourlier-Comès mit Raymond Goussot, 1957 gemeinsam mit Pierre Brun den Prix Dupré-Lapize in Paris. Sein Abschiedsrennen fuhr er 1962 im Prinzenparkstadion gemeinsam mit seinem Schrittmacher Arthur Pasquier, der ebenfalls zurücktrat.
Godeaus Spitzname lautete „Popeye“, weil er diese Zeichentrickfigur perfekt nachahmen konnte. Er war bei seinen Rennfahrer-Kollegen wegen seiner freundlichen, lustigen Art beliebt.
Nach seinem Rücktritt vom Radsport engagierte sich Roger Godeau im Trabrennsport, auch als Fahrer. Im Jahre 2000 starb er während einer Radtour entlang der Pferderennbahn von Bondoufle.

## „Warten auf Godot“
Besondere Bekanntheit erlangte Roger Godeau als mutmaßliches Vorbild für den „Titelhelden“ des Theaterstücks „Warten auf Godot“ von Samuel Beckett, in dessen Werken das Fahrrad eine besondere Rolle spielt. Es kursieren mehrere Versionen, wie es dazu gekommen sein soll, von denen allerdings keine verbürgt ist. In der ersten Version soll Beckett bei einer Tour-de-France-Etappe am Straßenrand gestanden haben. Nachdem das Peloton vorbeigerauscht war, blieben die Zuschauer stehen. Auf die Frage Becketts, worauf sie warten würden, antworteten sie: „Auf Godeau“. Godeau hat allerdings nie an der Tour de France teilgenommen.
Laut einer weiteren Version soll Beckett vor dem Velodrome von Roubaix diese Auskunft von Zuschauern erhalten haben. Eine andere Anekdote besagt, dass Beckett ein paar Jugendliche vor dem Vélodrome d’Hiver in Paris gefragt habe, auf wen sie warten würden. Erst wenige Jahre zuvor war das „Vel‘ d’Hiv‘“ – wie das Velodrom auch genannt wurde – von der deutschen Besatzungsmacht als Lager für in Frankreich lebende Juden vor dem Transport nach KZ Auschwitz benutzt worden, eine Tatsache, die Beckett bekannt war und ihn zusätzlich zu seinem metaphorischen Stück inspiriert haben könnte.
Eine weitere Version besagt, dass Beckett, der selbst ein begeisterter Radrennfahrer und Besucher von Steherrennen war, mit einer Gruppe von Rennfahrern trainierte, zu der auch Godeau gehört haben soll, der allerdings häufig morgens zu spät kam. Man wartete also „auf Godeau“.